# Idioma ixcateco
El idioma ixcateco (en ixcateco: xwja o xjuani) es una lengua popolocana perteneciente a la familia de lenguas otomangueanas. Antes se creía hablado por la mayoría de los miembros de la etnia ixcateca, sin embargo en estudios recientes se menciona que de toda la comunidad, solo unos cuantos hablan esta lengua. El Ixcateco toma su nombre de la población donde se concentran principalmente: Santa María Ixcatlán, Oaxaca. 
La lengua ixcateca pertenece a la familia popolocana del vasto tronco otomangue, está circunscrita únicamente a Santa María Ixcatlán en el estado de Oaxaca con aproximadamente 10 hablantes, por lo que está en peligro de extinción, pero otros datos señalan que esta lengua podría tener presencia también en Tuxtepec y Nuevo Soyaltepec.

## Clasificación
La clasificación del idioma ixcateco ha sido compleja. En las primeras tentativas se le intentó asociar al idioma mixteco y al zapoteco. Finalmente se ha llegado a la conclusión de que es una lengua muy cercana al idioma chocho, con el que forma parte del grupo de lenguas popolocanas de la familia lingüística oto-mangue. Las lenguas más cercanas, genéticamente hablando, al ixcateco son, el mazateco, el chocholteco y el popoloca. 

## Características
Comparte con otras lenguas otomangueanas el carácter de lengua tonal, la distinción de vocales alargadas y cortas. Por lo reducido de su comunidad lingüística, es una lengua en proceso avanzado de extinción.

## Fonología

### Vocales
|         | Anterior | Central | Posterior |
| ------- | -------- | ------- | --------- |
| Cerrada | i ĩ      |         | u ũ       |
| Media   | e ẽ      |         | o õ       |
| Abierta |          | a ə̃     |           |

## Breve vocabulario
En seguida se muestran los números en ixcateco:
- /hngu²/: uno
- /ju¹hu¹/: dos
- /nĩ¹hẽ²/: tres
- /njũ¹hũ¹/: cuatro
- /ʃʔõ¹/: cinco
- /ʃhõ³/: seis
- /ja¹tu²/: siete
- /hni²/: ocho
- /nĩ¹njẽ²/: nueve
- /ʔu²te³/: diez